# Taejo de Joseon
Taejo de Jooseon (11 de outubro de 1335 – 24 de maio de 1408; r. 1392-1398), nascido Yi Seong-gye, cujo nome alterado é Yi Dan, foi o fundador e o primeiro rei da dinastia Joseon da Coreia e a principal figura a derrubar a dinastia de Goryeo.
Em 1388, Yi Seong-gye liderou uma campanha bem-sucedida contra uma rebelião liderada pelo general Choe Yeong. Depois disso, ele foi nomeado comandante-em-chefe do exército de Goryeo e se tornou cada vez mais poderoso. No entanto, a situação política em Goryeo ainda era instável, e Yi Seong-gye percebeu que uma mudança de regime era necessária para estabilizar o país.
Em 1392, Yi Seong-gye liderou uma revolta contra o rei de Goryeo e fundou a dinastia Joseon. Ele assumiu o trono como Taejo de Joseon e mudou a capital de Kaesong para Hanyang (atual Seul). Durante seu reinado, ele implementou uma série de reformas políticas e administrativas para fortalecer o governo e promover a estabilidade no país.

## Filosofia de governo
Taejo promoveu o confucionismo como filosofia oficial do governo e construiu vários templos e santuários confucianos. Ele também instituiu uma política de isolamento em relação ao mundo exterior, fechando as fronteiras do país e proibindo o comércio com outras nações.

## Abdicação do trono
No entanto, Taejo abdicou do trono em 1398 e passou o poder para seu filho, Jeongjong. Acredita-se que ele tenha abdicado porque se sentiu culpado por ter tomado o poder por meio de uma revolta violenta. Ele morreu em 1408 e foi sucedido por seu neto, Taejong.